# St. Marien (Adorf)

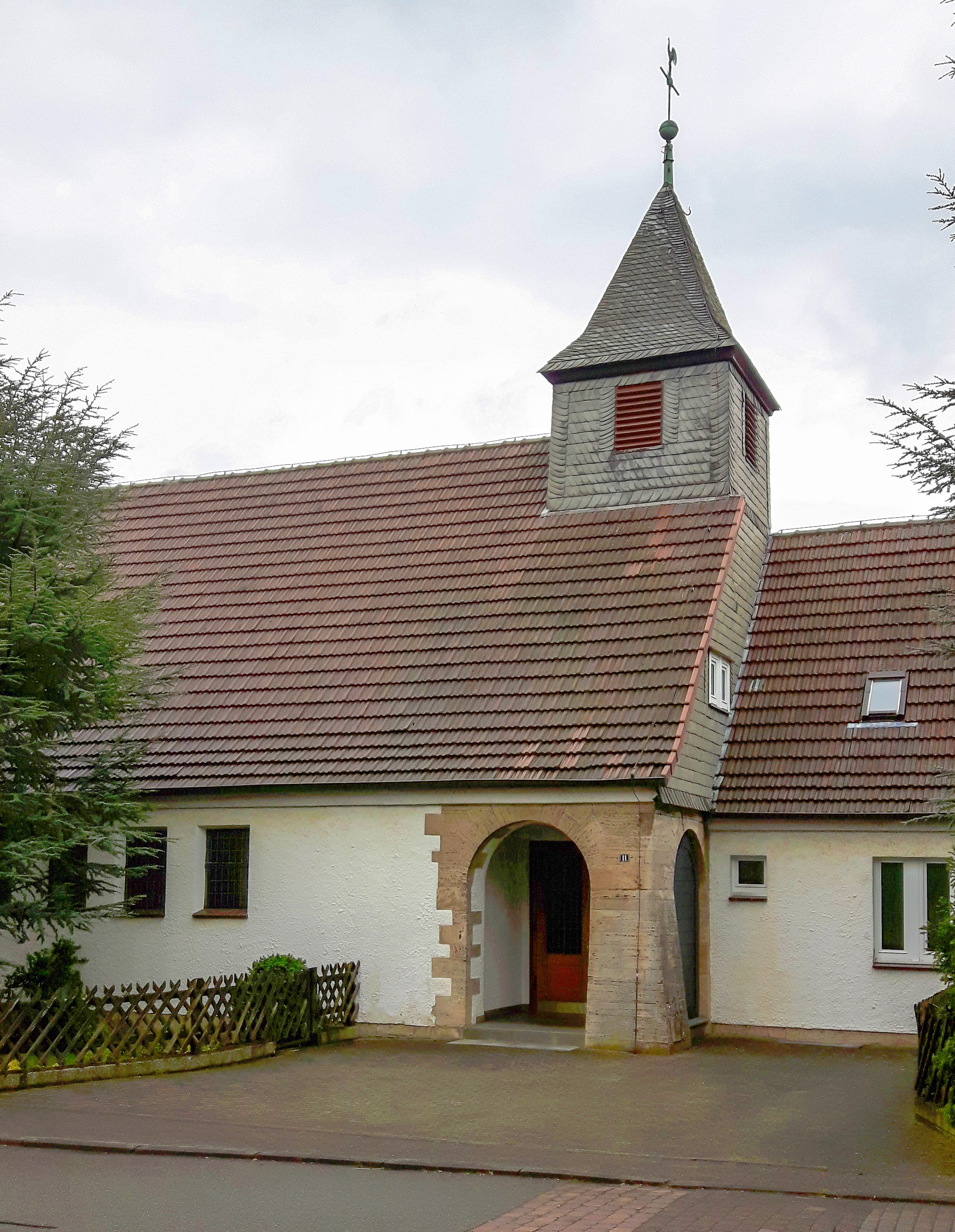
Kirche St. Marien

Die römisch-katholische Kirche St. Marien ist ein ortsbildprägendes Kirchengebäude in Adorf, einem Ortsteil der Gemeinde Diemelsee im Landkreis Waldeck-Frankenberg (Hessen). Die Kirche ist eine Filialkirche der katholischen Kirchengemeinde St. Marien Korbach und gehört zum Erzbistum Paderborn. Die Gemeinde umfasst Teile der politischen Gemeinden Korbach, Twistetal und Diemelsee.

## Geschichte und Architektur
Nach dem Zweiten Weltkrieg machte der Zuzug katholischer Vertriebener in die evangelisch geprägten Orte um Diemelsee den Bau einer katholischen Kirche notwendig. Baubeginn der Kirche war der 6. Juli 1950, die Einweihung fand am 15. April durch Weihbischof Baumann aus Paderborn statt. Das Gebäude wurde von 1950 bis 1951 nach Plänen des Architekten Joachim-G. Hanke errichtet. Dem Architekten dienten Entwürfe von Aloys Dietrich als Vorlage. Dietrich konzipierte um 1949 zwei Kirchentypen unterschiedlicher Größe, die dann von den ortsansässigen Architekten leicht verändert übernommen wurden. Die Marienkirche ist dem kleineren der beiden Kirchentypen angelehnt. Die Kirche ist dem Patrozinium der Schmerzensreichen Gottesmutter unterstellt. Es fügt sich in die damals neue Wohnsiedlung Adorf ein. Der Architekt verstand die Kirche als ein größeres Haus, das sich durch den Dachreiter und das Portal von den Wohngebäuden in der Umgebung abhebt, sich allerdings den rechteckigen Baukörpern und den geneigten Dächern angleicht.
Gemeinsam mit dem Pfarrhaus ist es mit einem Satteldach gedeckt, beide sind durch ein gemeinschaftliches Portal erschlossen. Die Kirche und das Pfarrhaus sind mit den gleichen Fensterformaten ausgestattet. Der Kirchenraum ist rechteckig und reicht bis in den Dachraum. Der flachgedeckte Chor und das Schiff sind durch einen großen Rundbogen abgegrenzt. An der Gebäuderückseite steht auf drei Bögen eine kleine Empore. Im niedrigen Dachreiter hängt eine Glocke aus dem Jahre 1797, die wohl aus Bontkirchen stammt. Die Inschrift lautet: Mein Ruf bedeutet Gottes Ehr, wie auch zur Schul und Kinderlehr.